# Валлийская панама

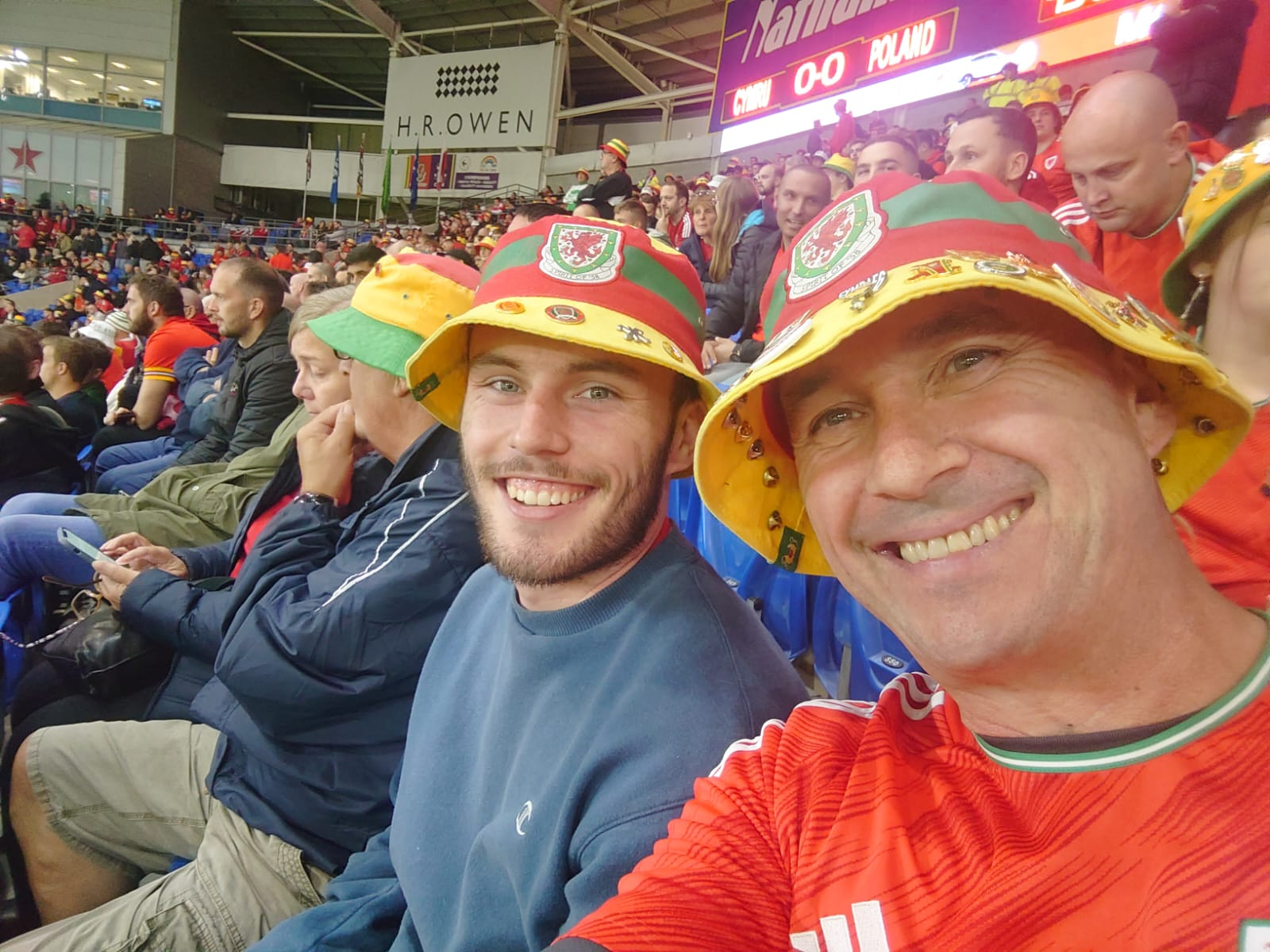
болельщики Уэльса в панамах

Валлийская панама (англ. Wales bucket hat, валл. het bwced Cymru) — цветная панама которую носят болельщики сборной Уэльса по футболу. 
Она приобрела широкую популярность во время участия Уэльса в чемпионате Европы по футболу 2016. Изначальный дизайн, разработанный энтузиастом компании Spirit of '58 был жёлто-красно-зеленым; впоследствии появились и другие расцветки панамы. 
Гигантские версии панам были размещены в центрах городов Уэльса во время Чемпионата мира по футболу 2022 года (Катар).

## Предыстория
До 2022 года Уэльс не проходил квалификацию на чемпионатах мира по футболу, с Чемпионата 1958 года (где они проиграли в четвертьфинале будущему победителю турнира, Бразилии). 
Впоследствии команда не добилась большого успеха и болельщики стали разочаровываться в своей сборной (самый низкий уровень был достигнут в 1990-х годах, когда только 11 болельщиков поехали в Грузию, а затем в Финляндию, чтобы посмотреть, как играет их команда). 
Однако к 2016 году болельщики обрели новую уверенность, когда сборная Уэльса квалифицировалась на Чемпионат Европы 2016 года, дошла во Франции до полуфинала и получила награду УЕФА за «выдающийся вклад».

## Spirit of '58
Футбольный болельщик из Северного Уэльса Тим Уильямс следил за национальной сборной Уэльса по всей Европе и заметил, что единственными предметами, доступными для ношения болельщикам, были точные копии футбольной формы Уэльса. В 2010 году, в свободное время, он создал компанию Spirit of '58 и начал разрабатывать и распространять альтернативную атрибутику, рубашки и красно-жёлто-зеленую панаму. Он говорил, что яркая шляпа была создана, чтобы немного повеселиться, и вдохновлена его любимой группой Stone Roses. Другие же  указали, что желтый цвет — это цвет нарцисса (национальный символ Уэльса). 
Товар прославлял новое «золотое поколение» футболистов Уэльса и их новый международный успех. 

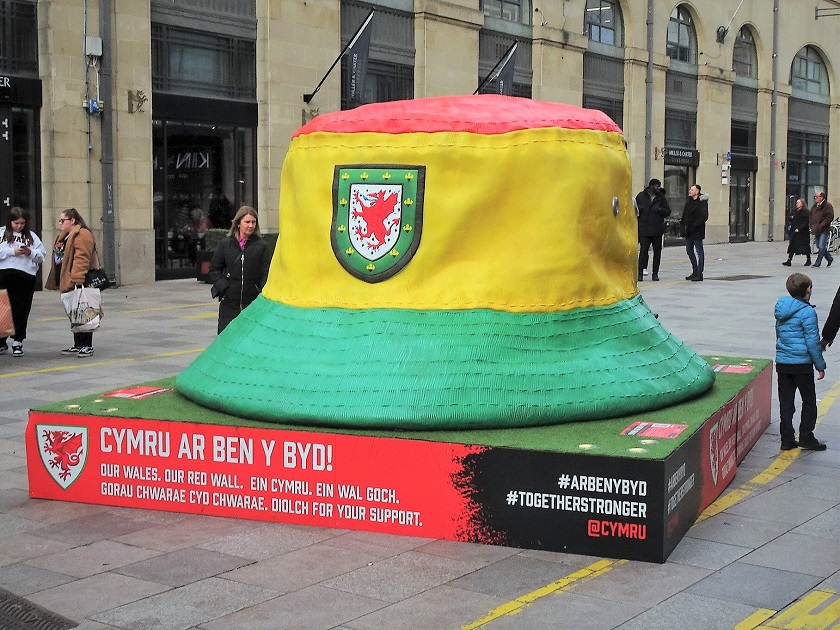
Гигантская скульптура панамы (ноябрь 2022 г.) в Хейсе, Кардифф

Когда Уэльс прошёл квалификацию на Чемпионат Европы 2016 года — бизнес пошёл в гору (именно на этом Чемпионате она впервые она приобрела широкую популярность и стала прочно ассоциироваться со болельщиками Уэльса), Уильямс начал работать на свою компанию полный рабочий день.
Шляпы снова стали популярны во время квалификации Уэльса на Чемпионат Европы 2020 года.
Сейчас жёлто-красно-зеленую панаму часто можно было увидеть на зарубежных футбольных матчах в Уэльсе.
Уильямс продаёт шляпы онлайн, или же в своем магазине в Бале.

## Чемпионат мира 2022 года
Уэльс прошел квалификацию на чемпионат мира по футболу 2022 года в Катаре, победив 5 июня 2022 года Украину. Телевизионные эксперты Sky Sports (и бывшие игроки сборной Уэльса) Дэнни Гэббидон и Эшли Уильямс сразу же надели панамы Уэльса в прямом эфире, когда прозвучал финальный свисток матча.
Панама стала частью стратегии Футбольной ассоциации Уэльса (FAW) по повышению интереса к валлийскому футболу. Пять шляп высотой 3 м, с подсветкой, были установлены как уличные инсталяции в городах и центрах по всему Уэльсу, включая Кардифф, Суонси, Бангор, Рексем и Аберистуит. BBC Wales взяла большую надувную версию шляпы-ведра Уэльса в турне по Уэльсу, включавшее в своём маршруте Рондду, Баглан, Уэльс, Билт-Уэллс и Бангор.
Гигантская красная панама Уэльса была установлена в Дохе и представлена FAW за день до первого футбольного матча Уэльса, на котором присутствовал первый министр Уэльса Марк Дрейкфорд.
21 ноября болельщики и сотрудники FAW, в том числе бывший капитан женской сборной Уэльса по футболу Лора Макаллистер, получили указание снять свои радужные панамы перед входом на стадион Ахмед бин Али в Дохе на матч открытия Уэльса против США (версия в радужном цвете была разработана, чтобы продемонстрировать поддержку сообщества ЛГБТК+, радужные кепки были изготовлены компанией RCS Teamwear из Лланелли в сотрудничестве с FAW). В ответ на инцидент Футбольная ассоциация Уэльса заявила, что они «крайне разочарованы» поступающими сообщениями, и заявили, что решат этот вопрос с ФИФА. 